# Agis Zorgverzekeringen
Agis Zorgverzekeringen was een Nederlandse zorgverzekeraar, waarvan de geschiedenis teruggaat tot 1827. Agis is ontstaan uit een fusie in 1999 van drie regionale zorgverzekeraars Anova, Anoz en ZAO. Vanaf 2003 zijn ze verdergegaan onder één naam: Agis Zorgverzekeringen en sinds oktober 2005 was Agis grotendeels onder één dak in Amersfoort gevestigd. Door deze afkomst (uit de regionale zorgverzekeraars) was Agis vooral goed vertegenwoordigd in Amsterdam, Utrecht, Amersfoort, Apeldoorn en Almere.
Agis behoorde met ruim 1,23 miljoen leden en 1400 medewerkers tot de top vijf van gespecialiseerde zorgverzekeraars in Nederland. Bovendien voerde Agis met haar zorgkantoren voor meer dan 3 miljoen mensen de AWBZ uit. 
De naam Agis Zorgverzekeringen is geïnspireerd op koning Agis IV van Sparta. Koning Agis stond voor herstel van maatschappelijke waarden in het Sparta van 245 voor Christus. Een man met een sterk gevoel voor rechtvaardigheid, die een oude Spartaanse waarde, gemeenschapszin, in ere heeft hersteld. Agis Zorgverzekeringen claimde dat zorgzaamheid en aandacht voor elkaar voor haar belangrijke waarden zijn.
Op 8 juni 2006 werd bekendgemaakt dat Agis ging fuseren met Menzis en het zorgverzekeringsbedrijf van Delta Lloyd, maar deze fusie ging niet door.
Op 14 juni 2007 werd bekend dat Agis naast branchegenoot Achmea in Eureko B.V. zou opgaan met behoud van merk en organisatie.
Op 21 januari 2014 werd aangekondigd dat Agis en Zilveren Kruis per 1 januari 2015 onder de naam Zilveren Kruis verder zullen gaan.